# Pfennigpfeiffer

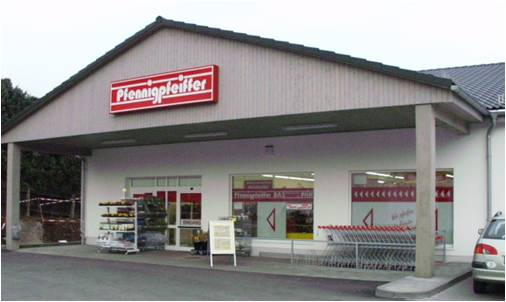
Markt in Freital.

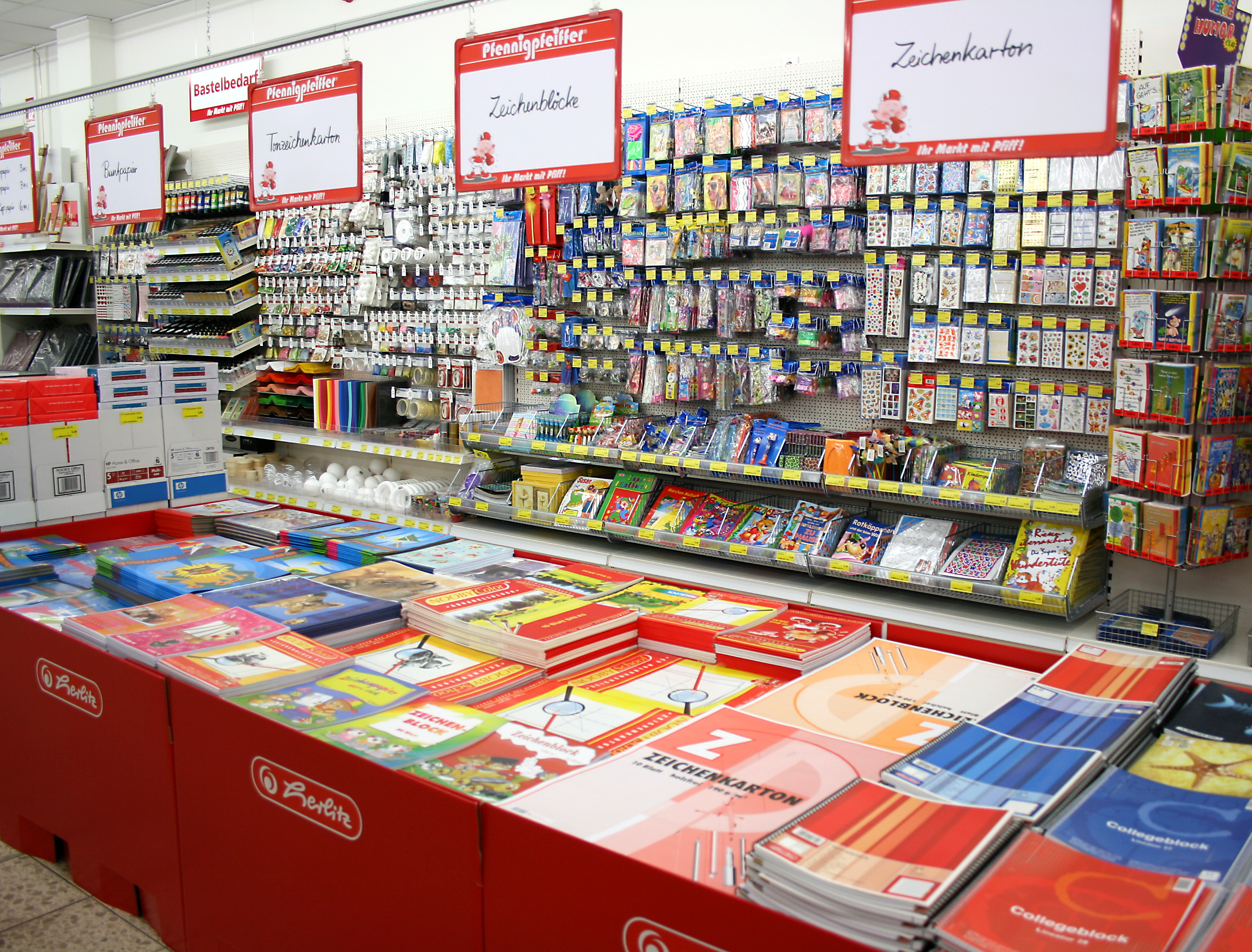
Pfennigpfeiffer-Markt von innen.

Die Pfennigpfeiffer Handelsgesellschaft mbH ist eine 1990 in Sachsen gegründete Non-Food-Handelskette mit 84 Filialen (Stand: 2025), die 2025 von Tedi übernommen wurde. Der Firmensitz befindet sich seit 2010 in einem Gewerbegebiet in Landsberg in Sachsen-Anhalt.

## Geschichte
Pfennigpfeiffer entstand aus der Drogeriemarktkette DAKO (Gründung 1990). Die erste Filiale wurde in Nünchritz bei Riesa eröffnet und veränderte in der Folge schrittweise das Unternehmensprofil hin zum Non-Food-Discounter.
Nach der Einführung des Euro wurde, aufgrund des Namensbezuges zur alten Währung D-Mark, eine Änderung des Firmennamens in Erwägung gezogen. In dieser Zeit eröffneten einige Filialen unter dem Namen ProCent. Aufgrund des großen Bekanntheitsgrades des Namens Pfennigpfeiffer wurde dieser jedoch beibehalten und die ProCent-Filialen nach und nach in Pfennigpfeiffer umbenannt. Seit 2008 gehört die Handelskette mehrheitlich dem österreichischen Konzern Management Trust Holding AG (MTH, Josef Taus), zu der u. a. der Wettbewerber Mäc-Geiz und die Papierhandelskette Libro gehören.
Anfang 2023 berichteten Medien, dass MTH wegen den großen Verlusten nach Käufern für die Ketten Mäc-Geiz und Pfennigpfeiffer suche. Im Dezember 2024 kündigte Tedi an, 84 Pfennigpfeiffer-Geschäfte inklusive aller Angestellten zu übernehmen. Im März des folgenden Jahres stimmte das Bundeskartellamt der Übernahme zu. Tedi kündigte an, die Filialen zunächst weiter unter dem alten Namen zu betreiben und später zu integrieren.
Seit März 2025 tritt das Unternehmen als „Pfennigpfeiffer powered by TEDi“ auf. Die Website besteht seitdem nur noch aus einem Link zu TEDi.

## Filialen
Das Unternehmen eröffnete 2002 seine 50. Filiale und war 2023 mit 89 Filialen in den Bundesländern Sachsen, Thüringen, Sachsen-Anhalt, Brandenburg mit Berlin, Bayern und Mecklenburg-Vorpommern vertreten.

## Sortiment
Das Sortiment von Pfennigpfeiffer umfasst Schreibwaren, Haushaltswaren, Bastelzubehör, Dekoration, Hygieneartikel, Spielwaren, Saisonartikel und Elektrogeräte. Insgesamt führt die Firma schätzungsweise 15.000 Artikel als Dauersortiment oder Aktionsware. Für einige Produktkategorien gibt es Eigenmarken.